# Герб Ніжинського району
Герб Ні́жинського райо́ну — символ самоврядування Ніжинського району Чернігівської області, що затверджений сесією Ніжинської районної ради шостого скликання від 12 грудня 2003 року.

## Опис
Гербовий щит має форму чотирикутника з півколом в основі. У синьому, усіяному тридцятьма золотими восьмикутними зірками, полі, пурпуровий (малиновий) щиток із Георгієм Змієборцем у срібному одязі на срібному коні у срібній збруї, що пронизує срібним списом чорного змія. У клейноді — золотий полковницький пірнач пір'ям догори та два золоті бунчуки із срібним кінським волосом, схрещені у вигляді андріївського хреста. Щит оточений вінком із золотих житніх колосків та пагонів огірка із зеленими листочками та золотими квітами, що перевиті знизу блакитною стрічкою із написом «Ніжинський район».

## Історія

### Козацька доба

Прапор Ніжинського козацького полку середини XVII століття

Сучасний герб району бере свій початок від прапора Ніжинського козацького полку середини XVII століття.
Згідно з твердження А. Шафонського, Ніжинський полк від початку XVIII століття мав нову символіку:
|  | …вошел в бывшую полковую нежинскую канцелярию в употребление в нынешнем столетии (XVIII ст.), по случаю бывших в Нежине из великоросиян нежинских полковников… Означенные полковники, желая себя от Нежинского магистрата отличить, ввели оный из Нежинской комендантской канцелярии и в Нежинскую полковую козацкую канцелярию. Настоящий же герб Нежина был святый великомученик и победоносец Георгий… |

### Імперська доба
Після ліквідації автономії Гетьманщини 4 червня 1782 року полковий герб стає гербом міста і Ніжинського повіту. У горішній частині перетятого зліва щита в червоному полі — потиск двох рук; у долішній — в лазуровому полі золотий жезл Меркурія.

### Радянська доба
Земельні герби за радянської доби не були у вжитку, інколи як такі вживалися герби адміністративного центру.

## Галерея

Герб Ніжинського полку (1648-1730, реконструкція)
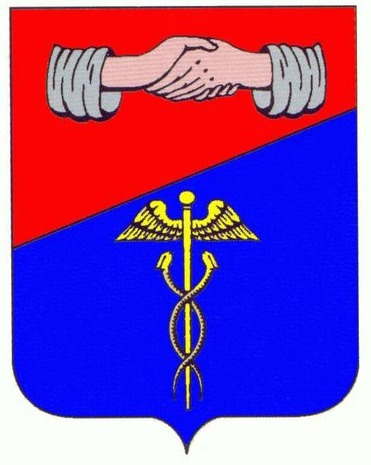
Герб Ніжинського полку (1730-1781, реконструкція)
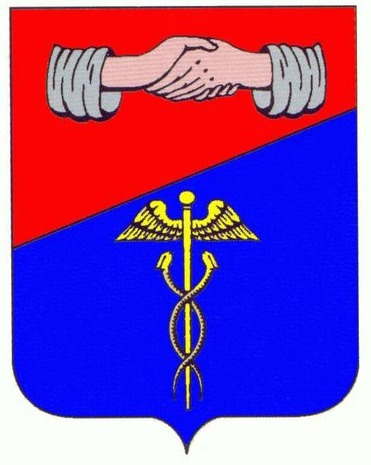
Герб Ніжинського повіту (1782-1919)
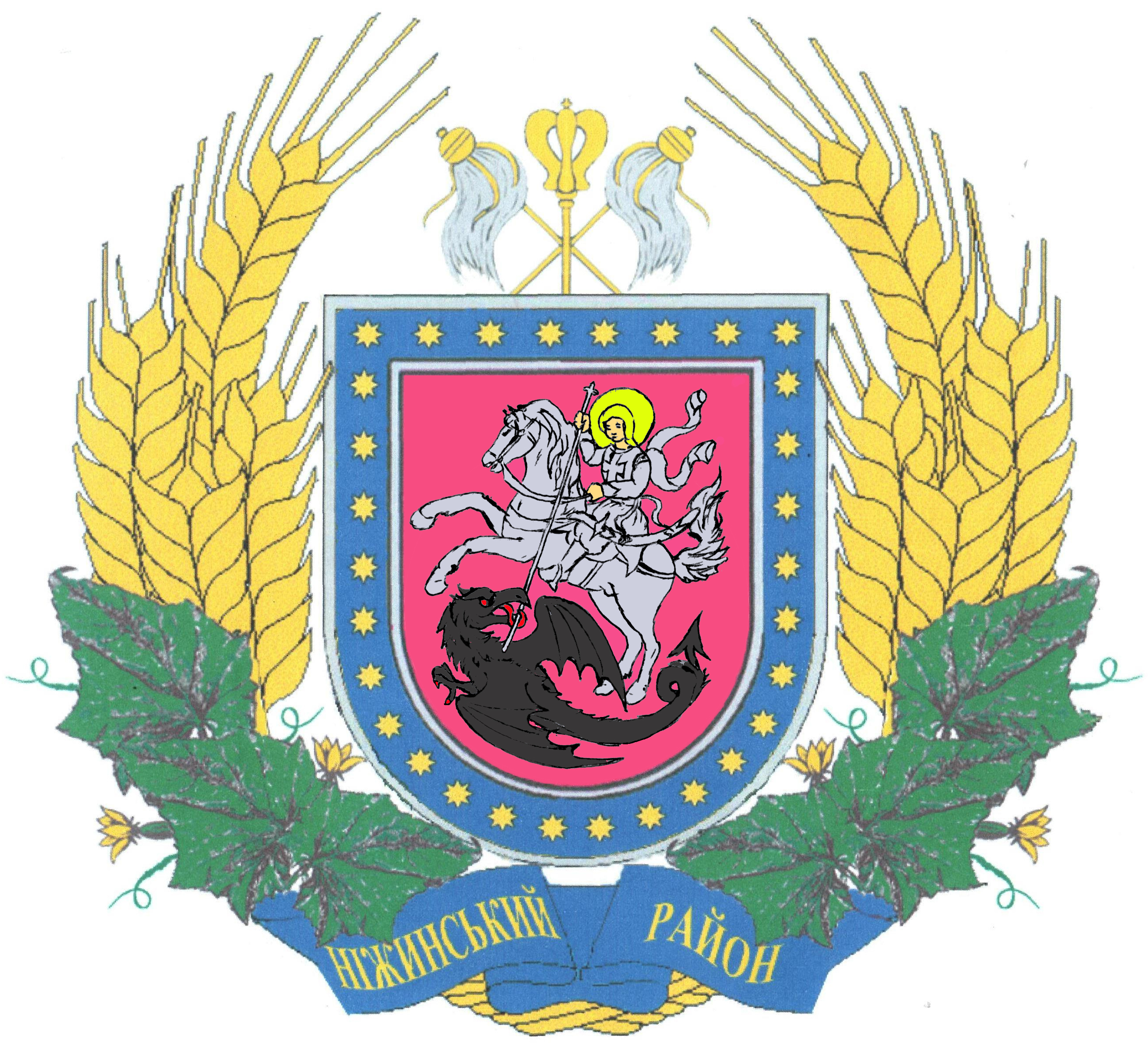
Герб району (від 2003 р.)